# Fritz Staudte
Fritz Staudte, eigentlich Friedrich Johannes Staudte, (* 19. April 1883 in Sipirok, Sumatra, Niederländisch-Indien, heute Indonesien; † 1958) war ein deutscher Schauspieler bei Bühne und Film, Theaterregisseur und Drehbuchautor.

## Leben
Der Vater des berühmten Filmregisseurs Wolfgang Staudte war der Sohn des Missionars Friedrich Wilhelm Staudte. Er besuchte das Gymnasium und absolvierte anschließend, mit Beginn des 20. Jahrhunderts, eine Lehre zum Buchhändler. 1903 vollzog Fritz Staudte einen Berufswechsel und trat die folgenden fünf Jahre an Bühnen in der deutschen Provinz wie in Gera und Eutin auf. Zur Zeit der Geburt Wolfgangs war Fritz Staudte am Saarbrücker Stadttheater engagiert und mit der Schauspielerin Mathilde Firmans (1886–1921) liiert, die er kurz nach der Geburt Wolfgangs heiratete. 1908 zog die Familie nach Berlin, wo Fritz Staudte seine Bühnentätigkeit (z. B. am Rose-Theater, wo er auch Bühnenregie führen durfte, und von 1921 bis 1932 an der Volksbühne Berlin, wo er auch Sohn Wolfgang unterbrachte) fortsetzte. 1932 wechselte Fritz Staudte kurzzeitig an das Deutsche Theater und nahm erneut Wolfgang mit. In seinen späten Jahren, vor allem während des Zweiten Weltkriegs, erhielt Fritz Staudte nur noch Beschäftigung an winzigen Tourneebühnen. 1938 wirkte er an einer Reichsautobahnbühne, zur selben Zeit besetzte man ihn auch in dem Werbespielfilm für den deutschen Reichsautobahnbau Mann für Mann.
Bereits gegen Ende der Stummfilmzeit erhielt Staudte das erste Angebot vom Film. Sein Debüt gab er als Staatsmann Talleyrand an der Seite von Werner Kraußens Napoleon Bonaparte in Lupu Picks Monumentalbild Napoleon auf St. Helena. Krauß ermöglichte Staudte 1931 an seiner Seite auch den Einstand beim Tonfilm in einem weiteren antinapoleonischen Historienbild (Yorck). Staudtes Arbeit vor der Kamera beschränkte sich durchgehend auf zum Teil winzige Nebenrollen. Dabei deckte er die gesamte Palette eines Kleindarstellers ab: er spielte einen Pförtner wie einen Richter, einen Professor ebenso wie einen Diener, einen Bankdirektor wie auch den Chef eines Fußballvereins. Nachdem Sohn Wolfgang ab 1942 regelmäßig als Filmregisseur arbeiten konnte, verschaffte dieser seinem betagten Vater auch mehrere Rollen. Staudte stand 1944 in der Gottbegnadeten-Liste des Reichsministeriums für Volksaufklärung und Propaganda.
Zuletzt, in den frühen Nachkriegsjahren, arbeiteten Vater und Sohn Staudte sogar bei der Erstellung der Drehbücher zu einigen zentralen frühen DEFA-Inszenierungen Wolfgang Staudtes zusammen.
Fritz Staudte, der vor 1945 wie auch nach dem Krieg in Dahlewitz im Kreis Zossen lebte und somit, anders als Sohn Wolfgang, in der DDR blieb, starb angeblich 1958. Wo und wann genau ist derzeit nicht bekannt.

## Filmografie
als Schauspieler, wenn nicht anders angegeben
- 1929: Napoleon auf St. Helena
- 1931: Yorck
- 1935: Anschlag auf Schweda
- 1935: Stradivari
- 1938: Liebelei und Liebe
- 1938: Maja zwischen zwei Ehen
- 1939: Mann für Mann
- 1939: Ich verweigere die Aussage
- 1941: Familienanschluß
- 1942: Das große Spiel
- 1942: Wenn die Sonne wieder scheint
- 1943: Ich hab’ von dir geträumt
- 1944/52: Das Mädchen Juanita
- 1946: Die Mörder sind unter uns (Drehbuchmitarbeit)
- 1948: Rotation (Co-Drehbuch)
- 1951: Der Untertan (auch Co-Drehbuch)